# Burg Eibach
Die Burg Eibach ist die Ruine einer Wasserburg in Lindlar im Oberbergischen Kreis in Nordrhein-Westfalen, Deutschland.

## Lage
Die Burgruine liegt unmittelbar neben Gut Eibach, einem größeren Bauernhof in Eibach auf dem Gebiet der Gemeinde Lindlar.
Nur wenige hundert Meter entfernt liegt die Ruine der Burg Neuenberg.

## Geschichte
Sie wurde im 14. Jahrhundert als Wasserburg mit einer Grundfläche von 15 mal acht Metern errichtet. Die erste urkundliche Erwähnung erfolgte im Jahr 1356.
Im 15. Jahrhundert und 16. Jahrhundert befand sich das Gut im Besitz der Ritterfamilie von Neuhoff, genannt Ley. Danach wurde es von der Familie Seraing übernommen.
In der Nacht vom 16. auf den 17. Dezember 1782 brannte die Burg aus. Der mächtige Rundturm im Südosten und teilweise der Südflügel der Vorburg aus dem 17. Jahrhundert sind erhalten geblieben. Nach der Katastrophe erwarb Graf von Wallmoden das Wohnhaus, im Jahr 1809 wurde das Inventar jedoch versteigert.
Gegen Ende des 20. Jahrhunderts erfolgte eine Restaurierung, die Kosten in Höhe von 200.000 DM verursacht hatte.
Heute befinden sich die Ruine sowie das sie umgebende Gebiet im Besitz der Familie Tiemeyer.